# Gianluigi Gelmetti
Gianluigi Gelmetti (Roma, 11 settembre 1945 – Monaco, 11 agosto 2021) è stato un direttore d'orchestra e compositore italiano con cittadinanza monegasca.

## Biografia
Gianluigi Gelmetti dirige per la prima volta un'orchestra all'età di sedici anni, come allievo di Sergiu Celibidache; in seguito studia anche con Franco Ferrara presso l'Accademia Chigiana - la stessa presso la quale per 19 anni sarà lui il docente - e con Hans Swarowsky a Vienna.
Riconosciuto internazionalmente anche per la vastità e poliedricità del suo repertorio, sia lirico che sinfonico, ha diretto in tutto il mondo: in Europa, dal Teatro alla Scala al Royal Opera House Covent Garden, all’Opéra national de Paris, Teatro Real di Madrid, Filarmonica di Berlino, Monaco di Baviera, Vienna e San Pietroburgo; nelle Americhe, in Australia, Giappone, Cina, Qatar.  È stato Direttore Musicale al Teatro dell'Opera di Roma per dieci anni, dopo averne trascorsi nove presso l’Orchestra Sinfonica di Radio Stoccarda, quindi alla Sydney Symphony Orchestra. 
Nel 2012 gli viene affidata la responsabilità dell'Orchestre Philharmonique de Monte-Carlo di cui resterà Direttore Musicale ed Artistico fino alla fine del 2016, ricevendo il titolo di "Chef Honoraire" a vita e la nazionalità monegasca. 
Allievo di Orazio Costa per la regia, si è anche sdoppiato come regista e direttore in numerosi spettacoli, da Rossini a Giuseppe Verdi e da Mozart a Wagner. 
L'attività di compositore occupa un posto particolare nella vita di Gianluigi Gelmetti. Fra i momenti più significativi "Prasanta Atma" commissionatagli dai Münchner Philharmoniker in memoria di Sergiu Celibidache, e "La cantata della Vita" dal Teatro Comunale di Bologna, registrata in CD dall'Orchestra Sinfonica di Sydney. 
È stato insignito con i più prestigiosi Premi: il Rossini d’Oro; il Premio Verdi. La rivista Opernwelt l’ha nominato “Miglior Direttore dell'anno”, Premio della critica giapponese per la direzione della Nona Sinfonia di Beethoven, Libro d’Oro del Festival Beethoven di Bonn, Prix de la Critique, Diapason d’Or per il suo CD su Alban Berg. Ha inciso con EMI, Sony, Ricordi, Fonit, Teldec, Agorà e Naxos. È Accademico dell’Accademia Nazionale di Santa Cecilia e dell'Accademia dei Virtuosi al Pantheon. Tra le onorificenze ricevute: in Italia “Cavaliere di Gran Croce dell'OMRI”, in Francia "Chevalier des Arts et des Lettres" e nel Principato di Monaco "Commandeur de l’Ordre du Mérite Culturel".
In Italia, ha recentemente inaugurato il Teatro Massimo Bellini di Catania, del quale è direttore principale ospite, con La Rondine di Puccini, di cui ha curato anche la regia, e Il Flauto Magico di Mozart con la regia di Pier Luigi Pizzi; ha diretto Attila (opera) per il Festival Verdi di Parma, il Requiem (Verdi) a Matera, lo Stabat Mater (Rossini) a Modena a ricordo di Luciano Pavarotti. A Trieste, gli è stato conferito il Sigillo Trecentesco della Città e la direzione onoraria del Teatro Verdi (Trieste).

## Discografia
- Berg, Stravinsky & Ravel: Violin Concertos - Frank Peter Zimmermann/Gianluigi Gelmetti/Radio-Sinfonieorchester Stuttgart, 1991 EMI/Warner
- Puccini: La Rondine - Gianluigi Gelmetti, 1982 NUOVA FONIT CETRA
- Puccini: La Boheme - Gianluigi Gelmetti/Orchestra del Teatro Comunale di Bologna, 1990 EMI/Warner
- Rossini: Stabat Mater - Daniela Barcellona/Juan Diego Flórez/Carmela Remigio/Ildebrando D'Arcangelo/Orchestra della Toscana/Gianluigi Gelmetti, 2005 Nikos Velissiotis
- Rossini: Overtures & Opera Arias - Gianluigi Gelmetti, 2001 EMI/Warner
- Rossini: Eduardo e Cristina - Silvia Dalla Benetta/Laura Polverelli/Kenneth Tarver/Xiang Xu/Bauzhan Anderzhanov/Virtuosi Brunensis & Camerata Bach Chor, 2019 NAXOS
- Rossini: Zelmira - S. Dalla Benetta/J. Stewart/M. Comparato/L. Dall'Amico/Górecki Chamber Choir & Virtuosi Brunensis, 2020 NAXOS
- Salieri: Les Danaides - Gianluigi Gelmetti/Maria Trabucco/RAI Symphony Orchestra Rome/Roma della Rai Chorus, 1990 EMI/Warner Dynamic
- Verdi: Un ballo in maschera - Francesco Meli/Vladimir Stoyanov/Kristin Lewis/Elisabetta Fiorillo/Serena Gamberoni/Gianluigi Gelmetti, 2014 C Major
- Verdi: La forza del destino - Dīmītra Theodosiou/Vladimir Stoyanov/Aquiles Machado/Mariana Pentcheva/Roberto Scandiuzzi/Gianluigi Gelmetti, 2014 C Major

## DVD & BLU-RAY
- Rossini: Barbiere di Siviglia - Gelmetti/Flórez/Bayo/Spagnoli, 2005 Decca